# Kathryn Adams (Schauspielerin, 1893)
Kathryn Adams (geb. Kathryn Ethalinda Colson; * 25. Mai 1893 in St. Louis, Missouri; † 17. Februar 1959 in Los Angeles, Kalifornien), manchmal auch als Catherine Adams oder Katherine Adams bezeichnet, war eine amerikanische Stummfilmschauspielerin.

## Frühe Jahre
Kathryn Adams wurde als Kind der Schauspielerin Kale Colson (1864–1944) geboren. Sie wurde in St. Louis ausgebildet und erhielt eine Gesangsausbildung in New York.

## Karriere
In ihrer frühen Karriere spielte Adams in zahlreichen seriösen Dramen. Nach einer kurzen und eher erfolglosen Phase in der Musikkomödie wandte sie sich 1915 dem Film zu.
Adams trat in frühen Filmen der Thanhouser Company auf und hatte in Hauptrolle in The Bird of Prey (1916) und The Phantom Whitness (1916). Nach einer Reihe von erfolgreichen Hauptrollen bekam sie in den 1920er Jahren nur noch Nebenrollen und verschwand nach 1925 bis auf einen kurzen Auftritt in The Squaw Man (1931) aus der Filmwelt. 1931 zog sie sich komplett aus der Filmindustrie zurück und arbeitete als Monteurin für Flugzeuge bei der Lockheed Corporation.

## Persönliches Leben und Tod
Adams war mit dem Geschäftsmann Jacques Magnin aus Los Angeles verheiratet.
Am 17. Februar 1959 starb sie im Hollywood Presbyterian Hospital an einer Darmblutung. Sie wurde im Abschnitt R des Calvary Cemetery in East Los Angeles neben ihrer Mutter begraben.

## Filmografie
- The Shooting of Dan McGrew (1915)
- After Dark (1915)
- The Pursuing Shadow (1915)
- Helene of the North (1915)
- The Long Arm of the Secret Service (1915)
- In Baby's Garden (1915)
- Her Confession (1915)
- An Innocent Traitor (1915)
- Bubbles in the Glass (1916)
- The Phantom Witness (1916)
- A Bird of Prey (1916)
- The Romance of the Hollow Tree (1916)
- For Uncle Sam's Navy (1916)
- Other People's Money (1916)
- The Shine Girl (1916)
- Divorce and the Daughter (1916)
- The Vicar of Wakefield (1917)
- Pots-and-Pans Peggy (1917)
- The Woman and the Beast (1917)
- The Valentine Girl (1917)
- Hinton's Double (1917)
- The Streets of Illusion (1917)
- The Customary Two Weeks (1917)
- Baby Mine (1917, als Katherine Adams aufgeführt)
- Raffles The Amateur Cracksman (1917)
- True Blue (1918)
- Riders of the Purple Sage (1918)
- Restless Souls (1919, als Katherine Adams aufgeführt)
- A Gentleman of Quality (1919)
- The Silver Girl (1919, als Catherine Adams aufgeführt)
- Whom the Gods Would Destroy (1919)
- A Rogue's Romance (1919, als Katherine Adams aufgeführt)
- Cowardice Court (1919)
- A Little Brother of the Rich (1919)
- The Brute Breaker (1919)
- Uncharted Channels (1920)
- The Forbidden Woman (1920)
- The Best of Luck (1920)
- Big Happiness (1920)
- 813 (1920)
- The Silver Car (1921)
- The Man from Downing Street (1922)
- Borrowed Husbands (1924)
- Pampered Youth (1925)
- The Squaw Man (1931, ungenannt)